# Climat subarctique
| - Dsc - Dsd |  | - Dwc - Dwd |  | - Dfc - Dfd |

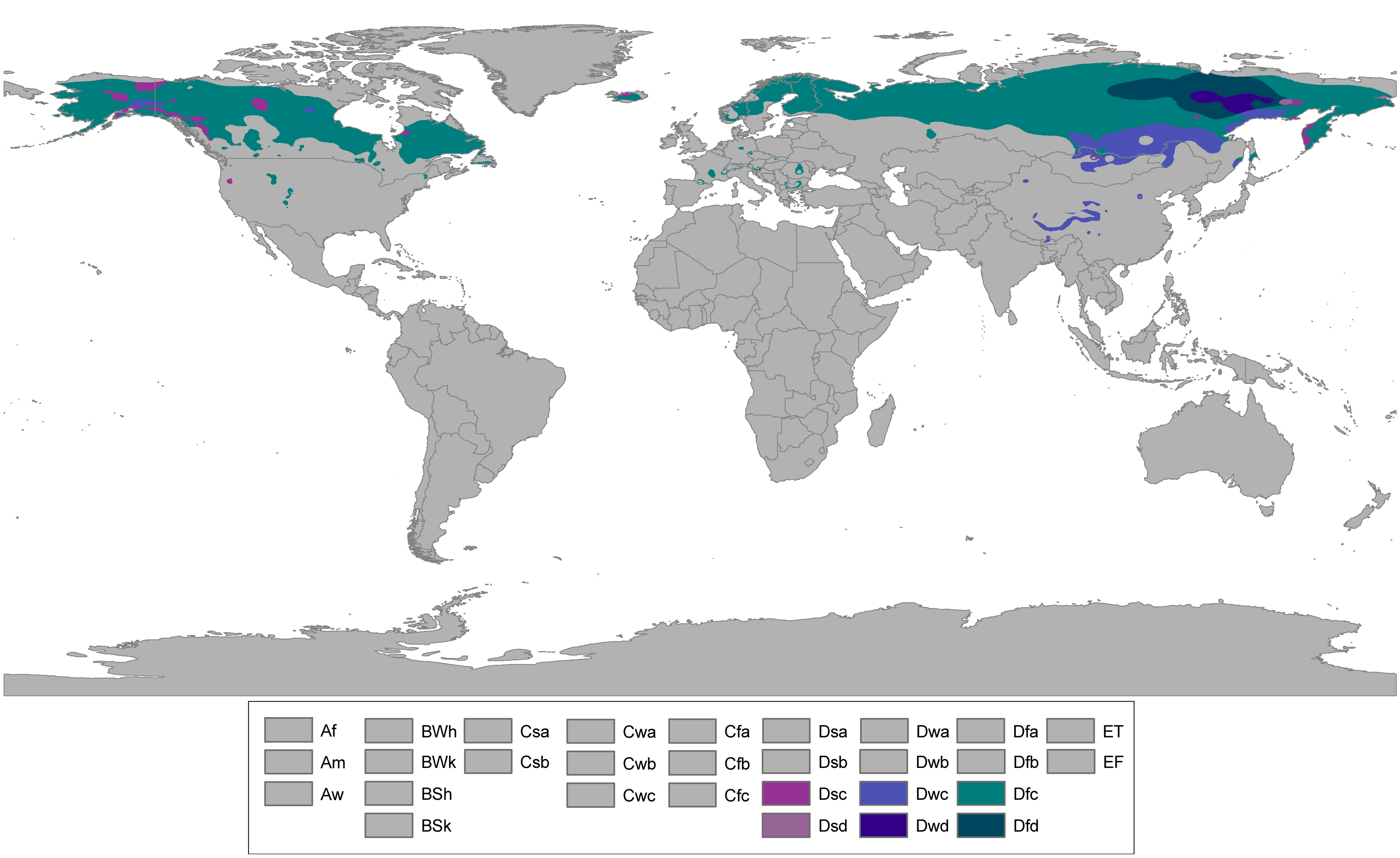
Carte des climats subarctiques

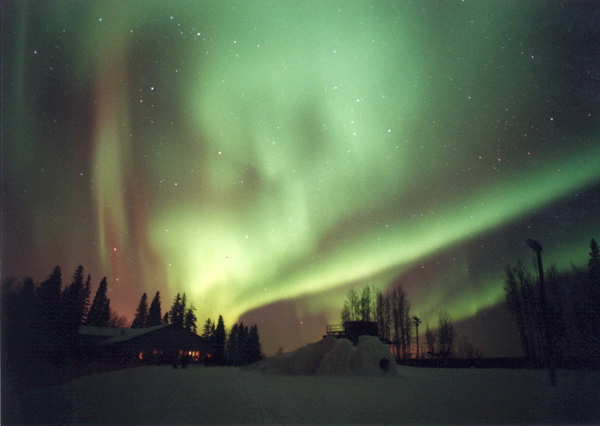
Aurore boréale à Fort McMurray.

Un climat subarctique est un climat intermédiaire entre le climat tempéré et le climat polaire. Les étés sont moins chauds et les hivers plus rigoureux que dans le climat tempéré. La végétation correspond à la taïga ou forêt boréale. Ce type de climat est présent dans l'hémisphère nord, notamment dans la région subarctique, qui comprend la partie centrale de tout le Canada, la majeure partie de la Russie et le nord-est de la Chine.
Le climat subarctique correspond aux climats Dfc, Dfd, Dwc, Dwd, Dsc, Dsd de la classification de Köppen  qui ont comme points communs d'avoir des étés courts et frais (moins de 4 mois au-dessus de 10 °C et aucun mois au-dessus de 22 °C pour la température moyenne Tm) et des hivers froids (Tm < 0 ou -3 °C suivant les auteurs).

## Caractéristiques
Les régions subarctiques sont peu habitées, à l'exception de villes de plusieurs centaines de milliers d'habitants en Sibérie ainsi que la ville d'Anchorage au sud de l’État de l'Alaska.
Le dégel saisonnier pénètre de 0,6 à 4 mètres de profondeur, selon la latitude, l'aspect et le type de terrain.

## Exemples
Les quelques villes connues sous ce climat sont : Labrador City, Chibougamau, Fort McMurray au Canada (toutes des villes minières). En Eurasie, la Sibérie occidentale correspond à ce climat et l'on y retrouve des villes plus peuplées comme Irkoutsk, Khabarovsk, Tchita, Iakoutsk ou encore Moscou qui est à la limite des climats tempéré continental et subarctique. On trouve également des poches de climat subarctique en Europe de l'Ouest dans les montagnes, généralement entre 1 600 et 2 100 m d'altitude.